# Кръстю Стоянов
Кръстю Стоянов Дервишанов е български възрожденски общественик, депутат в Учредителното събрание в 1879 година.

## Биография
Роден е през 1826 година в Русе. Занимава се с манифактура и търговия. В 1878 година става кмет на Тутракан, на който пост остава до 1883 година. Като кмет в 1879 година е по право народен представител в Учредителното събрание в Търново, на което е приета първата Конституция на Княжество България. Умира през 1908 година.